# Distruttore (Marvel Comics)
Il Distruttore (Destroyer) è un personaggio dei fumetti statunitensi creato da Stan Lee (testi) e Jack Kirby (disegni) pubblicato dalla Marvel Comics. La sua prima apparizione avviene in Journey into Mystery (vol. 1) n. 118 (luglio 1965).
Il Distruttore è un manufatto asgardiano: un automa antropomorfo manovrabile attraverso la forza di volontà e costituito di un metallo più duro sia dell'uru che dell'adamantio poiché intriso di una parte del potere di ogni membro del Consiglio dei Padri del Cielo. Da un punto di vista tecnico è quasi invincibile.

## Storia
Forgiato da Odino in persona per poter fronteggiare i Celestiali qualora si fosse presentata la loro minaccia, il manufatto viene concepito sia come un'arma manovrabile mentalmente attraverso la forza di volontà, che come un'armatura da indossare ottenendo un potere distruttivo pressoché illimitato; da cui il nome "Distruttore". Dopo avervi fatto infondere una parte dei propri poteri a tutti gli dei del Consiglio dei Padri del Cielo, Odino lo nasconde nel Tempio dell'Oscurità, in Asia, dove però viene rinvenuto da Loki che, dopo aver raggirato un cacciatore affinché ne assuma il controllo, si serve dell'arma per affrontare Thor che, con l'astuzia, riesce però a immobilizzarlo recidendo il suo contatto con il cacciatore per poi provocare una frana e seppellirlo sotto tonnellate di rocce.
Recuperato in seguito da Karnilla, il Distruttore viene usato da Lady Sif per salvare Thor (temporaneamente privo dei suoi poteri) dall'ira del Demolitore. Non molto tempo dopo, Thor offre l'armatura a Galactus a patto che questi rilasci il suo araldo Firelord. Accettato tale accordo, il Distruttore diviene il nuovo araldo di Galactus venendo prima usato contro i Fantastici Quattro e poi ricatturato da Loki, che se ne serve nuovamente contro il fratello adottivo.
Quando i Celestiali attaccano la Terra il Distruttore viene finalmente usato per lo scopo per cui è stato creato: Odino, servendosene come armatura, assorbe la forza vitale di tutti gli asgardiani portandolo a raggiungere un'altezza di 2000 ft (610 m) ma venendo comunque distrutto durante la battaglia finale coi Celestiali, provocando la conseguente distruzione dell'energia vitale degli asgardiani, successivamente ripristinata da Thor grazie al potere dei Padri del Cielo.
Non completamente rovinata, l'armatura viene riassemblata da Loki nell'ennesimo tentativo di uccidere Thor che, per un incantesimo lanciato da Hela si ritrova con delle ossa fragilissime sospeso in uno stato di perenne agonia ma incapace di morire, tuttavia il suo piano fallisce nel momento in cui Thor assume il controllo dell'armatura servendosene per sconfiggere sia Loki che Hela la quale, dunque, scioglie la maledizione e, in cambio, tiene il Distruttore nel suo regno; almeno finché Lorelei non ne assume brevemente il controllo. Dopo tale avventura, l'armatura cade in mano a un gruppo di troll che vi inseriscono l'anima del Maestro, versione futura e malvagia di Hulk, al fine di affrontare la sua controparte presente che, tuttavia, riesce a trionfare recidendo il legame tra il Distruttore e il suo ospite
Successivamente entrato in possesso di un folle ufficiale US Army, il Distruttore uccide Thor, sebbene in seguito questi ritorni in vita. il Dio del Tuono affronta successivamente l'automa in un altro paio di occasioni riuscendo a cavarsela con non poca fatica. In seguito viene brevemente usata da Balder e perfino dal Dottor Destino, che se ne serve per attaccare gli asgardiani.
Nel momento in cui Thor perde la capacità di sollevare Mjolnir, non volendo lasciare tale arma in mano alla donna misteriosa che ha preso il posto del figlio, Odino decide di mandarle contro il Distruttore, sebbene questa riesca a sconfiggerlo con l'aiuto del Thor originale e di varie altre divinità femminili.

## Poteri e abilità
Il Distruttore è forgiato in un'ignota lega metallica resa più resistente dell'uru e dell'adamantio dai Padri del Cielo, che vi hanno infuso buona parte dei loro poteri. Sebbene sia in grado di muoversi autonomamente per brevi lassi di tempo, in genere resta inanimato fino a che qualcuno non lo manovra tramite la propria energia vitale o lo indossa servendosene come un'armatura. In tale frangente tuttavia non si limita a fungere da comune corazza: assorbe lo spirito di chi se ne serve sottomettendolo a una misteriosa volontà di distruzione insita nell'automa come una sorta di personalità e pronta a sottomettere il volere di chi se ne serve a meno che questi abbia una forza di volontà maggiore, come nel caso di Thor, Loki e Odino.
Essendo stato concepito per abbattere i nemici di Asgard, il Distruttore è tecnicamente in grado di uccidere una divinità e, difatti, possiede una forza ed un'agilità pressoché illimitate econ il giusto quantitativo di energie vitali a sostenerlo, può abbattereperfino un Celestiale. Oltre a essere completamente immune alla fatica a causa della sua natura di automa, il Distruttore è in grado di sopportare proiettili, esplosioni, raggi d'energia, cadute da enormi altezze, esposizione a temperature e pressioni elevatissime senza riportare il minimo danno. Nel corso della sua vita editoriale è stato distrutto in un'unica occasione, venendo liquefatto, cosa che comunque non è stata sufficiente a impedirne la riparazione.
Il Distruttore è in grado di emettere raggi di particelle anti-materia, creare scariche di energia sub-nucleare (o derivata dalla forza di Odino), può ridurre un corpo in plasma e ricostruirlo a piacimento, è in grado di liquefare la materia e riassemblarla nella forma che desidera, può generare energia elementale colpendo anche ciò che è intangibile e emettere il calore di almeno una dozzina di soli.
La caratteristica distintiva dell'automa è però il Raggio della Disintegrazione Totale, sparato dal visore e virtualmente in grado di disgregare qualsiasi materiale esistente (incluso l'uru).

## Altri media

### Cinema
- Il Distruttore compare come antagonista secondario nel film del Marvel Cinematic Universe Thor (2011).[27] In tale versione è presentato come una gigantesca macchina semi-automatica obbediente agli ordini del re di Asgard, difatti, quando Loki prende il trono approfittando del "Sonno di Odino", manda l'automa a combattere Thor in Nuovo Messico. Meno potente della controparte cartacea, viene sconfitto senza troppa difficoltà da Thor non appena recupera i poteri e, come successivamente mostrato in The Avengers (2012), dai suoi resti lo S.H.I.E.L.D. crea un cannone a raggi.

### Televisione
- Il Distruttore compare nel segmento dedicato a Thor di The Marvel Superheroes.
- Nella serie animata Avengers - I più potenti eroi della Terra, il Distruttore compare in un episodio come scagnozzo dell'Incantatrice.
- L'automa compare in un episodio di Ultimate Spider-Man.
- Nella serie Avengers Assemble, il Distruttore compare in un episodio dove viene controllato dal Dottor Destino.
- Il Distruttore compare nell'anime Disk Wars: Avengers.

### Videogiochi
- Il Distruttore appare in Marvel: La Grande Alleanza.
- L'armatura del Distruttore è un costume alternativo nel videogioco Thor: God of Thunder (2011).
- In Marvel: Avengers Alliance, il Distruttore è un boss di fine livello nonché un personaggio sbloccabile. Viene donato da Loki allo S.H.I.E.L.D. per onorare la collaborazione offertagli durante una precedente operazione.
- Il Distruttore compare in LEGO Marvel Super Heroes[28] e LEGO Marvel's Avengers.
- Il Distruttore compare come carta in Marvel Snap[29] (2022)